# Университет штата Техас
Университет штата Техас (англ. Texas State University) — публичный университет с кампусами в городах Сан-Маркос и Раунд-Рок (Техас, США). Основан в 1899 году как Нормальная школа Юго-Западного Техаса, обучение на степени выше бакалавра ведётся с 1936 года, современное название носит с 2003 года. В начале 2020-х годов насчитывает около 1400 преподавателей на полной ставке и более 38 тысяч студентов.

## История
Вуз основан в 1899 году как Нормальная школа Юго-Западного Техаса и начал работу в 1903 году. С 1918 года несколько раз менял название (в том числе Государственный колледж Юго-Западного Техаса с 1959 и Университет Юго-Западного Техаса с 1969 года), текущее название (Университет штата Техас) носит с 2003 года.
Впервые возможность получения академических степеней выше бакалавра появилась в 1936 году, первые выпускники с такими степенями были подготовлены уже в следующем году. В 1979 году произошло расширение университета благодаря присоединению бывшей Баптистской академии Сан-Маркоса.

## Современное состояние
К началу 2020-х годов университет располагает двумя кампусами. Основной кампус площадью 2 км² находится в муниципальных границах города Сан-Маркос, в холмистой местности у верховий одноимённой реки. Этот кампус характеризуют традиционная архитектура и обилие старых деревьев на территории, придающие ему привлекательный вид. Второй кампус, площадью 101 акр (41 га), расположен в городе Раунд-Рок, северном пригороде Остина. В отделении в Раунд-Роке, как и в основном отделении, ведётся преподавание и на первой, и на последующих научных степенях.
Университет штата Техас предлагает обучение на академическую степень по более чем 200 программам; особенно сильной считается подготовка учащихся на специальностях STEM, однако ведётся также преподавание гуманитарных наук, художественных специальностей, педагогики, медицины и управления бизнесом. К наиболее популярным специальностям относятся психология, менеджмент, маркетинг, начальное образование, электротехника, журнализм и массовые коммуникации, сестринское дело, биология и уголовное право. Выпускники могут получать степени бакалавра, магистра и доктора философии.
К началу учебного 2022/2023 года в университете насчитывались более 38 тысяч студентов, в том числе почти 34 тысячи — на первой степени. Большинство учащихся посещают занятия в Сан-Маркосе, на долю кампуса в Раунд-Роке приходится менее 2000 студентов. В университете работают на полную ставку свыше 2000 сотрудников, в том числе почти 1400 членов преподавательского состава. Соотношение числа студентов и преподавателей в этом учебном году, согласно рейтингу U.S. News & World Report, составляло 22:1, а согласно рейтингу Times Higher Education, приводящему данные на следующий учебный год, — 20:1. Абсолютное большинство студентов — жители США (иностранные студенты составляют только 1 % от общего количества учащихся), при этом почти 60 % составляют представители этнических меньшинств (в том числе более 40 % латиноамериканцев, около 10 % афроамериканцев и 3 % граждан азиатского происхождения). Университет штата Техас входит в верхние 3 % вузов США по количеству подготовленных бакалавров с латиноамериканскими корнями.

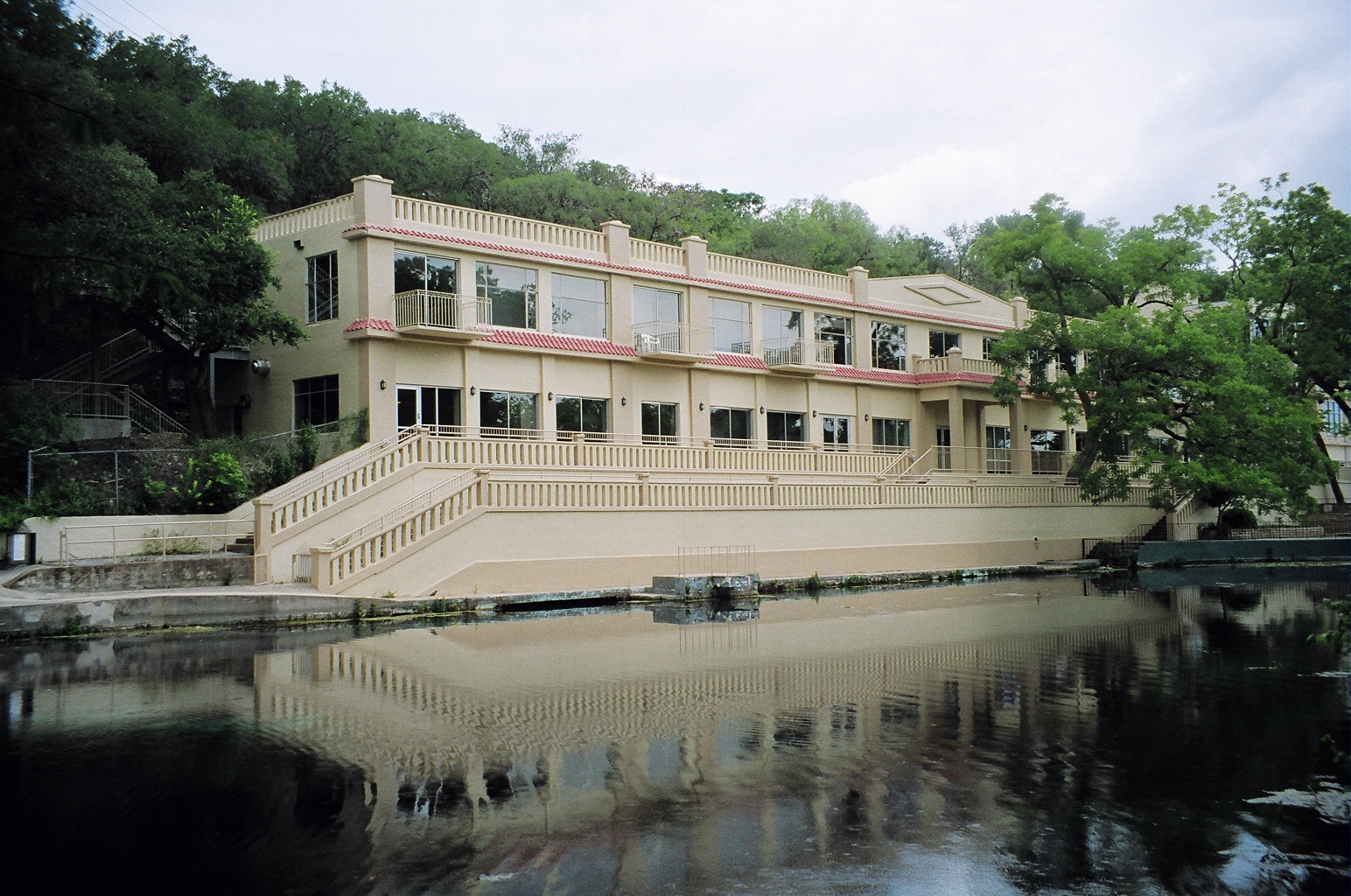
Центр Медоуза по изучению водных ресурсов и окружающей среды — бывший отель Aquarena

В университете ведётся активная научно-исследовательская работа. Его лаборатория криминалистической экспертизы является крупнейшей в мире, он также считается одним из ведущих вузов в области изучения водных организмов и экосистем. Среди научных центров, работающих под его эгидой университета, — Центр археологических исследований, исследовательский центр водовода Эдвардса, Центр Медоуза по изучению водных ресурсов и окружающей среды, Центр Shell по изучению полимеров и Центр исследований Юго-Запада США. За пределами главного кампуса расположено аффилированное с Университетом штата Техас Ранчо Фримена площадью 1700 га.
В академическом рейтинге U.S. News & World Report за 2023/2024 год Университет штата Техас делил 280-е место среди всех вузов США и 151-е место среди публичных вузов этой страны. В рейтинге Times Higher Education на тот же учебный год он делил 501—600 места среди вузов США и 1001—1200 места среди вузов мира. Его позиция в этом рейтинге была выше для инженерно-технических специальностей, общественных наук, биологии, бизнеса и экономики (601—800), а также специальностей в области здравоохранения (801—1000).